# Notburga Schiefermair
Notburga Schiefermair (* 19. Mai 1966 in Wels) ist eine österreichische Landwirtin, Politikerin (ÖVP) und ehemalige Abgeordnete zum Österreichischen Nationalrat. 

## Ausbildung und Beruf
Schiefermair besuchte von 1972 bis 1980 die Volks- und Hauptschule in Eferding und wechselte danach an die Höhere Bundeslehranstalt für Landwirtschaft in Elmberg, an der sie 1985 die Matura ablegte. Nach dem Besuch des Pädagogischen Bundesseminars für land- und forstwirtschaftliches Bildungswesen Ober Sankt Veit 1985 bis 1986 absolvierte Schiefermair zudem verschiedene Zertifizierungslehrgänge.
Schiefermair ist seit 1987 als Landwirtin tätig und war zwischen 1987 und 2002 Hauswirtschaftslehrerin in der Landwirtschaftlichen Erwachsenenbildung. Zwischen 1999 und 2002 war sie zudem Trainerin.

## Politik
Schiefermair ist Bäuerinnenbeirätin im Österreichischen Bauernbund und war zwischen dem 20. Dezember 2002 und dem 29. Oktober 2006 Abgeordnete zum Nationalrat. Sie kandidiert bei der Nationalratswahl 2008 auf Platz 4 im Regionalwahlkreis Linz und Umgebung.